# Pedro Álvarez Osorio (f. 1461)
Pedro Álvarez Osorio (siglo XV-¿León?, 11 de junio de 1461) fue un noble leonés, primer conde de Trastámara, señor de Castroverde y señor de Villalobos, teniente de Astorga y su alcázar, señor de Cepeda, alférez mayor del Pendón, guarda mayor del rey.

## Vida
Pedro era hijo de Juan Álvarez Osorio y Aldonza de Guzmán. A la muerte de su padre, en 1417, se hizo cargo de extensos señoríos en León, Valladolid, Zamora y Lugo. Se desempeñó, además, como alférez mayor del Pendón de la divisa del cordón de san Francisco, oficio que había ocupado también su padre, guarda mayor del monarca Juan II de Castilla y teniente de varios alcázares y territorios, como el de Astorga.
Políticamente, al principio se alineó con Fadrique Enríquez, pero, tras su caída en desgracia, apoyó al valido Álvaro de Luna. Cuando este fue apartado de la Corte, Pedro decidió estar al lado del rey, quien el 4 de febrero de 1445 lo recompensó al concederle el título hereditario de conde de Trastámara, con su territorio y las tierras de Traba. Ese mismo año participó en la batalla de Olmedo y, cerca de 1448, favoreció un acuerdo de hermandad entre las ciudades de León, Zamora, Toro y Astorga, con la cual aisló a su enemigo, el conde de Benavente.
En 1450, con su hermano Álvaro en el obispado de Astorga, se convirtió en protector y encomendero del señorío diocesano. Ocho años después, el 7 de junio de 1458, se unió a la confederación de nobles gallegos que se oponían al arzobispo de Santiago de Compostela, Rodrigo de Luna. En este contexto participó, además, en el asedio al castillo diocesal de Rocha Forte, aunque en mayo y junio del mismo año se le exigió que desistiese. El levantamiento del cerco en septiembre de 1458 fue precedido por la firma de una tregua de seis meses, la cual, al finalizar, llevó a los nobles de la región, que antes lo habían apoyado, a enfrentarse a Pedro y cercarlo dentro de Santiago de Compostela en el verano de 1460. A mediados de marzo de 1461, el conde debió huir de la ciudad, fracasando en sus intentos de instalar a Luis, su hijo, en la silla episcopal de Santiago.
Murió el 11 de junio de 1461, al parecer, envenenado por su maestresala, Aillones. Fue enterrado en el convento de San Julián del Monte, cercano a Valderas, que él había fundado en 1454.

## Matrimonio y descendencia
Contrajo matrimonio con Isabel de Rojas, quien aportó el señorío de Cepeda que había ostentado el príncipe Juan de Aragón. Con ella tuvo a Álvar Pérez Osorio, que sucedió como II conde de Trastámara y I marqués de Astorga.